# میل بادامک

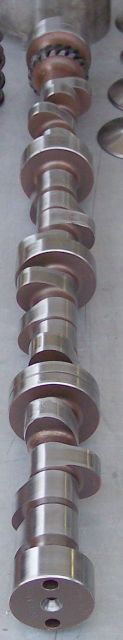
تصویر یک میل‌بادامک

میل‌بادامک (به انگلیسی: CamShaft ) یک محور است که شامل ردیفی از بادامک‌های نوک‌تیز است و برای تبدیل حرکت دورانی به حرکت رفت و برگشتی استفاده می‌شود. میل‌بادامک‌ها در موتورهای پیستونی (برای راه‌اندازی سوپاپ‌های ورودی و خروجی)، سیستم‌های جرقه‌زنی با کنترل مکانیکی و کنترل‌کننده‌های سرعت اولیه موتور الکتریکی استفاده می‌شوند. نام میل‌بادامک بادامک‌های روی این قطعه اشاره دارد. این قطعه از یک استوانه فلزی به عنوان محور اصلی تشکیل شده که روی آن محورهایی به شکل بیضی یا دایره غیر هم‌محور قرار دارد.

میل بادامک

به‌طور کل، میل‌بادامک که میل سوپاپ هم نامیده شده، قطعه‌ای است که در موتورهای درون‌سوز چهار زمانه عمل باز کردن سوپاپ‌های ورودی و خروجی را انجام می‌دهد. سوپاپ‌های ورودی همان سوپاپ‌های ورود سوخت و هوا به داخل سیلندر است. سوپاپ‌های خروجی همان سوپاپ‌های خروج دود از سیلندر است.
در بعضی از موتورهای دوزمانه از میل سوپاپ برای سوپاپ خروجی استفاده می‌شود. میل‌بادامک‌ها در موتورهای پیستونی معمولاً از فولاد یا چدن ساخته می‌شوند و شکل بادامک‌ها تأثیر زیادی بر ویژگی‌های موتور دارد.

## تاریخچه
یکی از اولین کاربردهای نوعی بادامک برای تبدیل حرکت دورانی، مثلاً از یک چرخ آبی، به حرکت رفت و برگشتی چکش که در آهنگری یا کوبیدن غلات استفاده می‌شد، در چکش‌های ضربه‌ای بود. شواهد این امر به سلسله هان در چین بازمی‌گردد و در دوره قرون وسطی رایج شدند.
پس از توسعه نسخه چرخشی موتور بخار در اواخر قرن هجدهم، عملکرد چرخ دنده سوپاپ معمولاً توسط یک خارج از مرکز بود که چرخش میل لنگ را به حرکت رفت و برگشتی چرخ دنده سوپاپ، معمولاً یک سوپاپ کشویی، تبدیل می‌کرد. میل‌بادامک‌هایی که بیشتر شبیه به آن‌هایی هستند که بعداً در موتورهای احتراق داخلی دیده می‌شوند، در برخی از موتورهای بخار استفاده می‌شدند، اغلب در جایی که بخار پرفشار (مانند بخار تولید شده از یک دیگ بخار فلاش) نیاز به استفاده از سوپاپ‌های پاپت یا سوپاپ‌های پیستونی داشت. برای مثال به موتور بخار Uniflow و خودروهای بخار Gardner-Serpollet مراجعه کنید که شامل لغزش محوری میل‌بادامک برای دستیابی به زمان‌بندی متغیر سوپاپ نیز می‌شدند.
از اولین خودروهایی که از موتورهایی با میل‌بادامک بالاسری منفرد استفاده می‌کردند، مادسلی بود که توسط الکساندر کریگ طراحی و در سال ۱۹۰۲ معرفی شد و Marr Auto Car که توسط والتر لورنزو مار در سال ۱۹۰۳ طراحی شد.
در سال‌های قبل از دهه هشتاد میلادی معمولاً در بیشتر موتورها میل سوپاپ داخل سیلندر بود و از طریق استکانی یا تایپیت و میل تایپیت نیرو به انگشتی یا اسبک و سپس به سوپاپ منتقل می‌شد.
امروزه تقریباً در اکثر موتورهای چهار زمانه میل سوپاپ روی سر سیلندر قرار دارد که به آن میل‌سوپاپ بالا سری گفته می‌شود. موتورهایی که دارای یک میل سوپاپ بالاسری هستند با سر واژه OHC و موتورهای دارای دو میل سوپاپ از این نوع با سر واژه DOHC شناخته می‌شوند.

## موتورهای پیستونی
در موتورهای پیستونی، میل‌بادامک برای راه‌اندازی سوپاپ‌های ورودی و خروجی استفاده می‌شود. میل‌بادامک از یک میله استوانه‌ای تشکیل شده است که در طول سیلندر حرکت می‌کند و تعدادی بادامک (دیسک‌هایی با لوب‌های بادامک بیرون زده) در طول آن قرار دارد که برای هر سوپاپ یک بادامک وجود دارد. با چرخش بادامک، لوب روی سوپاپ (یا یک سازوکار میانی) فشار می‌آورد و آن را به بیرون هل می‌دهد. به‌طور معمول، از یک فنر سوپاپ برای هل دادن سوپاپ در جهت مخالف استفاده می‌شود، بنابراین هنگامی که بادامک از بالاترین نقطه لوب خود می‌چرخد، سوپاپ بسته می‌شود.
میل سوپاپ توسط دنده‌ای که به وسیلهٔ زنجیر یا تسمه زمان‌بندی به میل‌لنگ متصل می‌شود می‌چرخد. در موتورهای چهار زمانه به ازای هر دو دور میل لنگ میل سوپاپ یک دور می‌چرخد.
عواملی که می‌تواند به میل سوپاپ آسیب برساند، اُفت فشار روغن یا کمبود روغن در موتور می‌باشد.

## ساختار
میل‌بادامک‌ها از فلز ساخته شده‌اند و معمولاً توپر هستند، اگرچه گاهی اوقات از میل‌بادامک‌های توخالی نیز استفاده می‌شود. مواد مورد استفاده برای میل‌بادامک معمولاً عبارتند از:
- چدن: معمولاً در تولید انبوه استفاده می‌شود، میل‌بادامک‌های چدنی مقاومت سایشی خوبی دارند زیرا فرایند سرد کردن آنها را سخت می‌کند.
- فولاد: برای موتورهای با بازدهی بالا (های پرفورمنس High Performance ) یا میل‌بادامک‌های تولید شده در مقادیر کم، گاهی اوقات از شمش فولادی استفاده می‌شود. این فرایند بسیار زمان‌برتر است و معمولاً گران‌تر از سایر روش‌ها است. روش ساخت معمولاً  آهنگری، ماشین‌کاری، ریخته‌گری یا هیدروفرمینگ است.

## محل قرارگیری در موتور
بسیاری از موتورهای اولیه درون‌سوز از طرح بادامک در بلوک استفاده می‌کردند (مانند طرح‌های موتور سر تخت، IOE یا T-head) که در آن میل‌بادامک در داخل بلوک موتور در نزدیکی پایین موتور قرار دارد. موتورهای اولیه سر تخت، سوپاپ‌ها را در بلوک قرار می‌دهند و بادامک مستقیماً روی آن سوپاپ‌ها عمل می‌کند. در یک موتور سوپاپ بالاسری که بعداً آمد، تپت روی یک اسبک فشار می‌آورد که حرکت را به بالای موتور منتقل می‌کند، جایی که یک الاکلنگ سوپاپ ورودی/خروجی را باز می‌کند. اگرچه طرح قدیمی‌تر سوپاپ بالاسری عمدتاً با طرح‌های SOHC و DOHC در موتورهای مدرن خودرو جایگزین شده است، اما به دلیل اندازه کوچکتر و هزینه کمتر، هنوز در بسیاری از موتورهای صنعتی استفاده می‌شود.
با افزایش سرعت موتورها در طول قرن بیستم، موتورهای تک میل‌سوپاپ بالاسری (SOHC) که در آن میل‌بادامک در سرسیلندر در نزدیکی بالای موتور قرار دارد، به‌طور فزاینده‌ای رایج شدند و به دنبال آن موتورهای دو میل‌سوپاپ بالاسری (DOHC) در سال‌های اخیر رایج‌تر شدند. برای موتورهای OHC و DOHC، میل‌بادامک مستقیماً یا از طریق یک بازوی الاکلنگ کوتاه، سوپاپ را به کار می‌اندازد.
طرح‌بندی قطار سوپاپ با توجه به تعداد میل‌بادامک‌ها در هر سیلندر تعریف می‌شود؛ بنابراین، یک موتور V6 با مجموع چهار میل‌بادامک - دو میل‌بادامک در هر سیلندر - معمولاً به عنوان یک موتور دو میل‌بادامک بالاسری شناخته می‌شود (اگرچه در زبان محاوره گاهی اوقات به آنها موتورهای «چهار بادامک» گفته می‌شود).

## سیستم‌های محرک
کنترل دقیق موقعیت و سرعت میل‌بادامک برای عملکرد صحیح موتور بسیار مهم است. میل‌بادامک معمولاً یا مستقیماً از طریق تسمه تایم لاستیکی دندانه‌دار یا از طریق یک زنجیر تایم فولادی غلتکی هدایت می‌شود. گاهی اوقات از چرخ‌دنده‌ها برای به حرکت درآوردن میل‌بادامک استفاده شده است. در برخی از طرح‌ها، میل‌بادامک، دلکو، پمپ روغن، پمپ سوخت و گاهی اوقات پمپ فرمان برقی را نیز به حرکت درمی‌آورد.
سیستم‌های محرک جایگزین مورد استفاده در گذشته شامل یک شفت عمودی با چرخ دنده‌های مخروطی در هر انتها (به عنوان مثال، خودروهای پژو و مرسدس گرند پریکس قبل از جنگ جهانی اول و موتورسیکلت کاوازاکی W800) یا یک خارج از مرکز سه‌گانه با میله‌های اتصال (به عنوان مثال، خودروی Leyland Eight) بود.
در یک موتور دوزمانه که از میل‌بادامک استفاده می‌کند، هر سوپاپ یک بار در هر چرخش میل‌لنگ باز می‌شود. در این موتورها، میل‌بادامک با همان سرعت میل لنگ می‌چرخد. در یک موتور چهارزمانه، سوپاپ‌ها تنها نصف این مقدار باز می‌شوند، بنابراین چرخ‌دنده میل‌بادامک طوری تنظیم می‌شود که با نصف سرعت میل لنگ بچرخد.

## مشخصات عملکرد

### زمان باز بودن سوپاپ
زمان باز بودن سوپاپ (دیورِیشن) تعیین می‌کند که سوپاپ‌های ورودی/خروجی برای چه مدت باز هستند، بنابراین این یک عامل کلیدی در میزان قدرتی است که یک موتور تولید می‌کند. مدت زمان باز بودن طولانی‌تر می‌تواند قدرت را در دور موتور بالا (RPM) افزایش دهد، اما این می‌تواند با کاهش گشتاور تولید شده در دور پایین موتور همراه باشد.
اندازه‌گیری مدت زمان باز بودن سوپاپ برای یک میل‌بادامک تحت تأثیر مقدار بالابری (لیفت) یا همان گشودگی، انتخاب شده به عنوان نقطه شروع و پایان اندازه‌گیری است. مقدار گشودگی ۰٫۰۵۰ اینچ (۱٫۳ میلی‌متر) اغلب به عنوان یک روش اندازه‌گیری استاندارد استفاده می‌شود، زیرا این مقدار بیشترین مقدار گشودگی را نشان می‌دهد که محدوده RPM را تعریف می‌کند که در آن موتور به اوج قدرت خود می‌رسد. مشخصات قدرت و دور آرام یک میل‌بادامک با همان زمان باز بودن سوپاپ که با استفاده از نقاط گشودگی متفاوت تعیین شده است (به عنوان مثال ۰٫۰۰۶ یا ۰٫۰۰۲ اینچ) می‌تواند بسیار متفاوت از یک میل‌بادامک با زمان باز بودن سوپاپ باشد که با استفاده از نقاط گشودگی ۰٫۰۵ اینچ ارزیابی شده است.
یک اثر ثانویه از افزایش مدت زمان باز بودن سوپاپ می‌تواند افزایش همپوشانی باشد، که مدت زمانی را که هر دو سوپاپ ورودی و خروجی باز هستند، تعیین می‌کند. این همپوشانی است که بیشترین تأثیر را بر کیفیت دور آرام می‌گذارد، زیرا «عبور» هوای ورودی بلافاصله از طریق سوپاپ اگزوز که در طول همپوشانی رخ می‌دهد، بازده موتور را کاهش می‌دهد و در طول عملیات دور پایین موتور بیشترین است. به‌طور کلی، افزایش مدت زمان باز بودن سوپاپ میل‌بادامک معمولاً همپوشانی را افزایش می‌دهد، مگر اینکه زاویه جداسازی لوب برای جبران افزایش یابد.
یک فرد عادی می‌تواند به راحتی یک میل‌بادامک با مدت زمان باز بودن سوپاپ طولانی را با مشاهده سطح وسیع لوب، جایی که بادامک سوپاپ را برای تعداد زیادی درجه چرخش میل لنگ باز می‌کند، تشخیص دهد. این به وضوح بزرگتر از برآمدگی لوب میل‌بادامک نوک‌تیزتر است که در میل‌بادامک‌های با زمان باز بودن سوپاپ کوتاه‌تر مشاهده می‌شود.

### میزان باز شدن سوپاپ
گشودگی (لیفت) میل‌بادامک فاصله بین سوپاپ و نشیمنگاه سوپاپ را تعیین می‌کند (یعنی میزان باز بودن سوپاپ). هر چه سوپاپ از جای خود بیشتر بلند شود، جریان هوای بیشتری می‌تواند ایجاد شود و در نتیجه قدرت تولید شده افزایش می‌یابد. گشودگی سوپاپ بالاتر می‌تواند همان اثر افزایش توان اوج را به عنوان افزایش مدت زمان باز بودن داشته باشد، بدون معایبی که در اثر افزایش همپوشانی سوپاپ ایجاد می‌شود. اکثر موتورهای سوپاپ بالاسری دارای نسبت الاکلنگی بیش از یک هستند، بنابراین فاصله‌ای که سوپاپ باز می‌شود (گشودگی سوپاپ) بیشتر از فاصله از بالای لوب میل‌بادامک تا دایره پایه (گشودگی میل‌بادامک) است.
چندین عامل وجود دارد که حداکثر میزان گشودگی ممکن را برای یک موتور معین محدود می‌کند. اولاً، افزایش گشودگی، سوپاپ‌ها را به پیستون نزدیک‌تر می‌کند، بنابراین گشودگی بیش از حد می‌تواند باعث برخورد و آسیب دیدن سوپاپ‌ها توسط پیستون شود. ثانیاً، افزایش گشودگی به این معنی است که به یک پروفیل میل‌بادامک شیب‌دارتر نیاز است که نیروهای لازم برای باز کردن سوپاپ را افزایش می‌دهد. یک مشکل مرتبط، شناور شدن سوپاپ در دور موتور بالا است، جایی که کشش فنر نیروی کافی برای نگه داشتن سوپاپ در بالای بادامک یا جلوگیری از برگشت سوپاپ هنگام بازگشت به نشیمنگاه سوپاپ را فراهم نمی‌کند. این می‌تواند نتیجه یک افزایش بسیار تند لوب باشد، که در آن تپت از لوب بادامک جدا می‌شود (به دلیل اینکه لختی قطار سوپاپ بیشتر از نیروی بسته شدن فنر سوپاپ است) و سوپاپ را بیشتر از زمان مورد نظر بازمی‌گذارد. شناور شدن سوپاپ باعث کاهش قدرت در دور موتور بالا می‌شود و در موقعیت‌های شدید می‌تواند منجر به خم شدن سوپاپ در صورت برخورد با پیستون شود.

## زمان‌بندی
زمان‌بندی (زاویه فاز) میل‌بادامک نسبت به میل‌لنگ می‌تواند برای تغییر باند قدرت موتور به محدوده RPM متفاوت تنظیم شود. جلو انداختن میل‌بادامک (تغییر آن به جلوتر از زمان‌بندی میل‌لنگ) گشتاور دور موتور پایین را افزایش می‌دهد، در حالی که عقب انداختن میل‌بادامک (تغییر آن به بعد از میل‌لنگ) قدرت دور موتور بالا را افزایش می‌دهد. تغییرات مورد نیاز نسبتاً کوچک هستند، اغلب در حدود ۵ درجه.
موتورهای مدرن که دارای زمان‌بندی متغیر سوپاپ‌ها هستند، اغلب می‌توانند زمان‌بندی میل‌بادامک را برای مطابقت با دور موتور در هر زمان تنظیم کنند. این کار باعث می‌شود که سازش ذکر شده در بالا که هنگام انتخاب زمان‌بندی ثابت بادامک برای استفاده در هر دو دور موتور بالا و پایین لازم بود، از بین برود.

## زاویه جدایی لوب
زاویه جدایی لوب (LSA که زاویه خط مرکزی لوب نیز نامیده می‌شود) زاویه بین خط مرکزی لوب‌های ورودی و خط مرکزی لوب‌های خروجی است. LSA بالاتر همپوشانی را کاهش می‌دهد، که کیفیت دور آرام و مکش ورودی را بهبود می‌بخشد، با این حال، استفاده از LSA وسیع‌تر برای جبران مدت زمان باز بودن بیش از حد سوپاپ می‌تواند قدرت و گشتاور خروجی را کاهش دهد. به‌طور کلی، LSA بهینه برای یک موتور معین به نسبت حجم سیلندر به سطح سوپاپ ورودی مربوط می‌شود.

## عملکرد
میل‌بادامک‌ها اجزای جدایی‌ناپذیر موتورهای احتراق داخلی هستند که وظیفه کنترل باز و بسته شدن سوپاپ‌های ورودی و خروجی موتور را بر عهده دارند. با چرخش میل‌بادامک، لوب‌های آن سوپاپ‌ها را فشار می‌دهند و اجازه ورود هوا و سوخت و خروج گازهای خروجی را می‌دهند. این فرایند هماهنگ برای بهینه‌سازی عملکرد موتور، بهره‌وری سوخت و کنترل انتشار گازهای آلاینده بسیار مهم است. بدون میل‌بادامک‌های دقیق مهندسی شده، عملکرد روان و کارآمد موتور به خطر می‌افتد.

## جایگزین‌ها
رایج‌ترین روش‌های فعال‌سازی سوپاپ شامل میل‌بادامک و فنرهای سوپاپ است، اما گاهی اوقات سیستم‌های جایگزین در موتورهای احتراق داخلی استفاده می‌شوند:
- سوپاپ‌های دسمودرومیک، که در آن سوپاپ‌ها به جای فنرها، توسط یک بادامک و سیستم اهرمی بسته می‌شوند. این سیستم در موتورسیکلت‌های مسابقه‌ای و جاده‌ای مختلف دوکاتی از زمان معرفی آن در موتورسیکلت مسابقه‌ای Ducati 125 Desmo در سال ۱۹۵۶ استفاده شده است.
- موتور پیستونی بدون بادامک، که از محرک‌های الکترومغناطیسی، هیدرولیک یا پنوماتیک استفاده می‌کنند. برای اولین بار در موتورهای توربوشارژ فرمول ۱ رنو در اواسط دهه ۱۹۸۰ استفاده شد و برای استفاده در خودروهای جاده‌ای در Koenigsegg Gemera برنامه‌ریزی شده است.
- موتور وانکل، یک موتور چرخشی است که نه از پیستون استفاده می‌کند و نه از سوپاپ. مزدا از سال ۱۹۶۷ تا زمانی که مزدا RX-8 در سال ۲۰۱۲ متوقف شد، به‌طور قابل توجهی از آن استفاده کرد.

## کنترل‌کننده‌های سرعت موتور الکتریکی
قبل از ظهور الکترونیک حالت جامد، از کنترل‌کننده‌های میل‌بادامک برای کنترل سرعت موتورهای الکتریکی استفاده می‌شد. یک میل‌بادامک که توسط یک موتور الکتریکی یا یک موتور پنوماتیک به حرکت درمی‌آمد، برای راه‌اندازی کنتاکتورها به صورت متوالی استفاده می‌شد. به این ترتیب، مقاومت‌ها یا تغییردهنده‌های تپ (tap changers) برای تغییر سرعت موتور اصلی در مدار روشن یا خاموش می‌شدند. این سیستم عمدتاً در موتورهای قطارهای برقی (یعنی EMUها و لوکوموتیوها) استفاده می‌شد.

## اصطلاحات
در جدول زیر اصطلاحات مربوط به میل‌بادامک که فرهنگستان زبان فارسی آن‌ها را تصویب کرده آمده است:
| اصطلاح فارسی         | اصطلاح انگلیسی | تعریف |
| -------------------- | --- | --- |
| میل‌بادامک            | Camshaft | محوری با زائده‌های بادامک‌شکل که به‌وسیلهٔ میل‌لنگ به گردش درمی‌آید و با زائده‌های خود سوپاپ‌های سیلندر را در زمان‌های معین باز و بسته می‌کند    |
| چرخ‌تسمه میل‌بادامک    | Camshaft pulley, camshaft gear                                                                                              | چرخ‌تسمه‌ای که در انتهای میل‌بادامک قرار دارد و تسمهٔ زمان‌بندی را می‌چرخاند                                                                 |
| چرخ‌زنجیر میل‌بادامک   | Camshaft sprocket | چرخ‌زنجیری که بر روی میل‌بادامک نصب می‌شود و ازطریق چرخ‌زنجیر میل‌لنگ به چرخش درمی‌آید                                                       |
| زمان‌بندی میل‌بادامک   | Camshaft timing | هماهنگ‌کردن زمان حرکت میل‌بادامک با زمان حرکت پیستون‌ها به‌طوری‌که بتواند سوپاپ‌ها را به‌موقع باز و بسته کند                                  |
| زنجیر زمان‌بندی       | Timing chain, camshaft timing chain, camshaft chain, cam chain, valve operating chain                                       | زنجیری که برای هماهنگ‌کردن زمان باز و بسته شدن سوپاپ‌ها حرکت میل‌لنگ را به میل‌بادامک منتقل می‌کند                                          |
| محفظهٔ میل‌بادامک      | Camshaft housing | بخشی از موتور که میل‌بادامک و برخی از اجزای دیگر موتور، نظیر اسبک‌ها و میل‌اسبک و میل رابط سوپاپ، را در خود جای می‌دهد                     |
| خلاصی میل‌بادامک      | camshaft endplay | میزان حرکت جانبی میل‌بادامک پس از نصب                                                                                                   |
| میل‌بادامک‌ران         | camshaft drive | سامانهٔ انتقال حرکت میل‌لنگ به میل‌بادامک                                                                                                 |
| میل‌بادامک هوا        | Intake camshaft, intake cam                                                                                                 | میل‌بادامکی که در موتورهای دومیل‌بادامک‌بالا (DOHC)، سوپاپ‌های هوا را باز و بسته می‌کند                                                     |
| میل‌بادامک دود        | Exhaust camshaft, exhaust cam, exhaust valve cam                                                                            | در موتورهای دومیل‌بادامک‌بالا (DOHC)، میل‌بادامکی که سوپاپ‌های دود را باز و بسته می‌کند                                                     |
| میل‌اسبک              | Rocker arm shaft, rocker shaft                                                                                              | محوری که اسبک‌ها را بر روی آن سوار می‌کنند تا حرکت الاکلنگی اسبک‌ها امکان‌پذیر شود                                                         |
| یاتاقان میل‌بادامک    | Camshaft bearing | یاتاقان لغزشی که میل‌بادامک را در محل خود نگه می‌دارد                                                                                    |
| یاتاقان‌گرد میل‌بادامک | Camshaft journal | قسمتی از میل‌بادامک که در یاتاقان میل‌بادامک می‌چرخد                                                                                      |
| میل‌بادامک مسابقه‌ای   | Race camshaft | میل‌بادامکی که منحنی بادامک آن را برای افزایش توان موتور تغییر داده‌اند                                                                  |
| موتور دومیل‌رو        | double overhead camshaft, DOHC, double overhead cam, twin overhead camshaft, twin overhead cam, TOC, dual overhead camshaft | موتور میل‌بادامک‌روی که دو میل‌بادامک در بالای سیلندرها دارد                                                                              |
| موتور میان‌میل        | camshaft-in-head engine, CIH engine, cams-in-head engine                                                                    | موتوری از خانوادهٔ موتورهای میل‌بادامک‌زیر که در آن میل‌بادامک در داخل سرسیلندر نصب شده است                                                |
| موتور میل‌بادامک‌رو    | overhead camshaft engine, OHC engine, overhead camshaft                                                                     | موتوری که میل‌بادامک آن در بالای سیلندرها قرار دارد و فاصلهٔ بین بادامک و سوپاپ‌های آن خیلی کوتاه است                                     |
| موتور تک‌میل‌رو        | single-overhead camshaft, SOHC                                                                                              | موتور میل‌بادامک‌روی که یک میل‌بادامک برای باز و بسته کردن سوپاپ‌ها دارد                                                                   |
| موتور میل‌رابط‌کوتاه   | high camshaft engine, HC engine                                                                                             | نوعی موتور میل‌بادامک‌زیر که در آن میل‌بادامک بسیار نزدیک به سرسیلندر قرار می‌گیرد و به ‌این ‌ترتیب، از میل‌رابط سوپاپ کوتاه‌تری استفاده می‌شود |